# Physocephala wegneri
Physocephala wegneri är en tvåvingeart som beskrevs av Camras 1957. Physocephala wegneri ingår i släktet Physocephala och familjen stekelflugor. Inga underarter finns listade i Catalogue of Life.